# إنتل AZ210
أنتيل AZ210 (بالإنجليزية: Intel AZ210)‏ هو هاتف ذكي يعمل بنظام أندرويد، تم طرحه في الأسواق في 22 أبريل 2012.

## الخصائص
- نظام التشغيل: أندرويد
- الكاميرا الأمامية: 1.3 ميجابكسل
- الكاميرا الخلفية: 8.0 ميجابكسل
- الشاشة: شاشة لمس
- الوزن: 117 غ (4.1 أونصة)